# 富山奏
富山 奏（とやま すすむ、1921年7月19日-2009年1月）は、日本の国文学者。
三重県津市生まれ。京都帝国大学文学部国文科卒。高野山大学教授、皇學館大學教授、四天王寺女子大学教授、四天王寺国際仏教大学教授、副学長。1971年「伊賀蕉門の研究と資料」で大谷大学文学博士。71年同著で芭蕉祭文部大臣賞受賞。1989年中村元東方学術賞・東方文化賞受賞。近世俳諧、特に芭蕉が専門。

## 著書
- 『伊賀蕉門の研究と資料』風間書房 1970
- 『芭蕉と現代俳句』和泉書院 1984
- 『支考自筆『稿本東西夜話』の研究』和泉書院 1986
- 『続・芭蕉と現代俳句』和泉書院 1987
- 『芭蕉と伊勢』桜楓社 1988
- 『俳句に見る芭蕉の芸境』前田書店 1991
- 『芭蕉の芸境 異端の俳諧師』和泉書院 1991
- 『芭蕉門古人真蹟 解題と翻刻・註解 義仲寺蔵』義仲寺 1993

### 校注
- 服部土芳編著『三冊子』編 桜楓社 1972
- 『新潮日本古典集成　芭蕉文集』校注 新潮社 1978
- 『校本三冊子』編 和泉書院 1983
- 服部土芳編著『三冊子 芭蕉翁記念館本』編 桜楓社 1990

## 論文
- <富山奏